# Alfred Lombard (peintre)
Pour les articles homonymes, voir Lombard et Alfred Lombard.
Alfred Lombard, né à Marseille le 24 avril 1884, et mort à Toulon le 7 septembre 1973, est un peintre français.

## Biographie
Après avoir exposé ses œuvres au Salon de Automne en 1907 et Salon de Paris de 1910, il organise avec Pierre Girieud le Salon de mai de Marseille en 1912 et 1913 dans leur atelier commun au no 12 quai de Rive-Neuve sur le Vieux-Port de Marseille, atelier qui deviendra après celui de Jacques Thévenet[réf. nécessaire] puis, après la Seconde Guerre mondiale, l'atelier du peintre marseillais François Diana.
Il a notamment travaillé avec l'architecte Pierre Patout dès 1925 sur l'aménagement et la conception des décors intérieurs des grands paquebots de la Compagnie générale transatlantique et en particulier des paquebots île-de-France et Atlantique. Cette collaboration atteindra son apogée en 1935 avec le paquebot Normandie, chef-d'œuvre incontesté et inégalé de l'Art déco français des années 1930.
Alfred Lombard commandera également à Pierre Patout la construction de sa résidence-atelier à Boulogne-Billancourt, au no 2 rue Gambetta.

## Œuvres

### Œuvres dans les collections publiques
- Marseille :
  - musée des beaux-arts : Les fleurs et le matin, 1913-1914, huile sur toile, 135 × 68 cm[4].
  - musée Cantini : Grand Nu, 1910-1911, huile sur toile, 89 × 116 cm[5].
- Saint-Tropez, musée de l'Annonciade : Le Bar N… à Marseille, 1907, huile sur toile, 78 × 100 cm[6].
- Toulon, Musée d'art de Toulon : Fenêtre de l'atelier, huile sur toile, 60 × 72,5 cm.

### Œuvres dans des collections privées référencées
- Le Parc Borély, 1907, huile sur toile, 73 × 92 cm[7].